# Model V

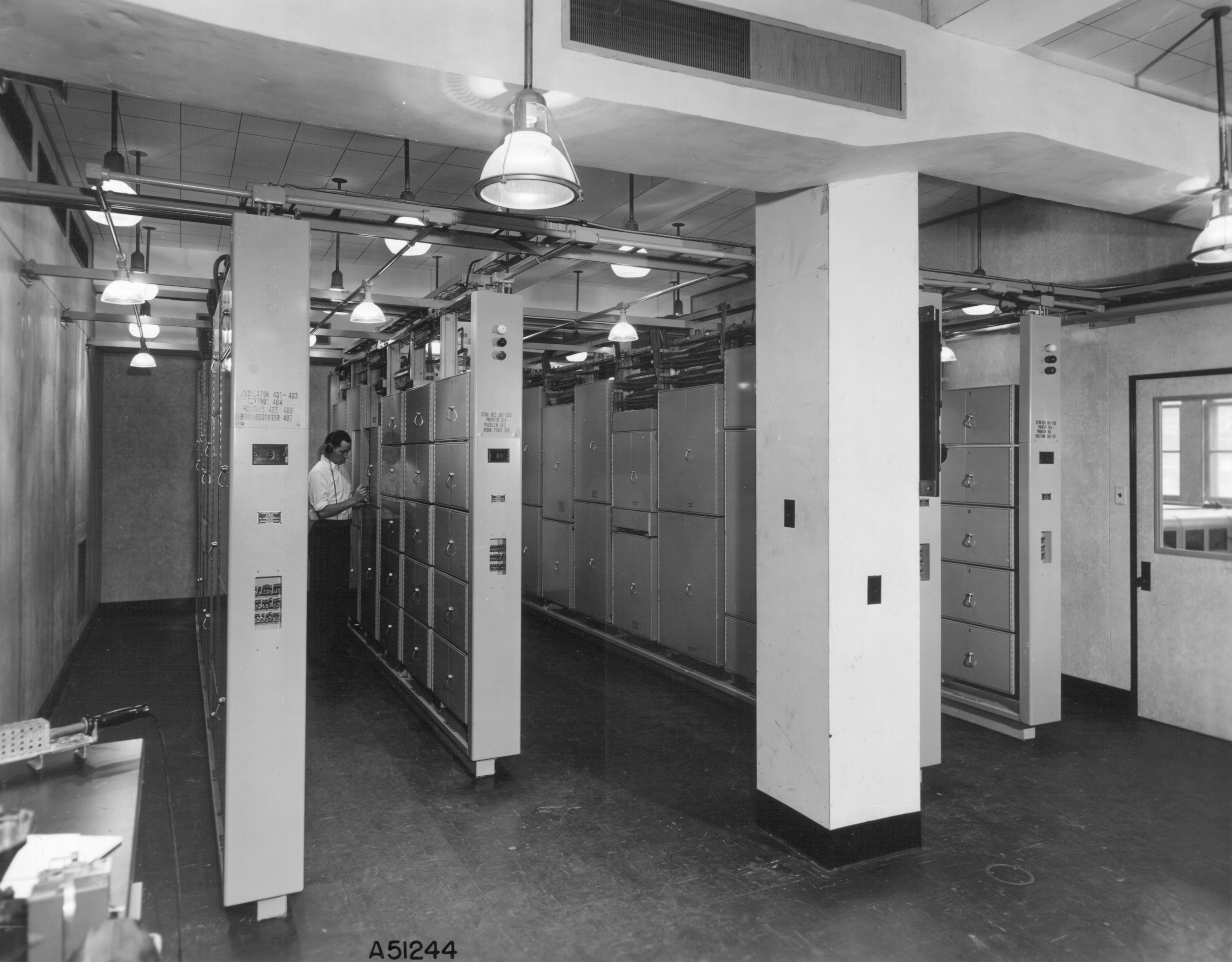
Relais-Geräteraum des bei BRL installierten Model V Computers

Das Model V gehörte zu den frühen elektromechanischen Universalcomputern, entworfen von George Stibitz, gebaut von Bell Telephone Laboratories und 1946 in Betrieb genommen.
Es wurden nur zwei Maschinen gebaut: die erste beim National Advisory Committee for Aeronautics (NACA, später NASA), die zweite (1947) im Ballistic Research Laboratory der US Army (BRL).

## Bau
Die Konstruktion wurde 1944 begonnen. Die bandgesteuerte Harvard-Architektur-Maschine hatte zwei Prozessoren (das Design sah insgesamt sechs Stück vor), die unabhängig voneinander arbeiten konnten, eine frühe Form des Mehrprozessorsystems. Der Computer wog ca. 9,1 t.